# Stanley Mann
Pour les articles homonymes, voir Mann.
Stanley Mann est un producteur et scénariste canadien, né le 8 août 1928 au Canada et mort le 11 janvier 2016.

## Filmographie

### comme scénariste
- 1951 : The Butler's Night Off
- 1958 : Je pleure mon amour (Another Time, Another Place)
- 1959 : La Souris qui rugissait (The Mouse That Roared)
- 1961 : His and Hers
- 1961 : The Mark
- 1964 : La Femme de paille (Woman of Straw)
- 1965 : L'Obsédé (The Collector)
- 1965 : Le Jour d'après (Up from the Beach)
- 1965 : Cyclone à la Jamaïque (A High Wind in Jamaica)
- 1965 : La Fleur de l'âge (Rapture)
- 1966 : Dare I Weep, Dare I Mourn (en) (téléfilm diffusé le 21 septembre 1966, d’après une histoire de John le Carré avec James Mason et Hugh Griffith)
- 1967 : Chantage au meurtre (The Naked Runner)
- 1968 : Chantage à la drogue (The Strange Affair)
- 1969 : Fräulein Doktor
- 1970 : Tam Lin (The Ballad Of Tam Lin)
- 1975 : Russian Roulette (en)
- 1976 : Intervention Delta (Sky Riders)
- 1976 : Breaking Point
- 1978 : Damien : La Malédiction 2 (Damien: Omen II)
- 1978 : Le Cercle de fer (Circle of Iron)
- 1979 : Meteor
- 1981 : L'Arme à l'œil (Eye of the Needle)
- 1984 : Charlie (Firestarter)
- 1984 : Conan le Destructeur (Conan the Destroyer)
- 1984 : Le Duel des héros (Draw!) (TV)
- 1986 : Taï-Pan
- 1988 : La Guerre d'Hanna

### comme acteur
- 1979 : Meteor de Ronald Neame : Canadian UN representative
- 1984 : Charlie (Firestarter) : Motel Owner

### comme producteur
- 1968 : Chantage à la drogue (The Strange Affair)